# Comté d'Albemarle
Le comté d'Albemarle est un comté situé dans l'État de Virginie, aux États-Unis. D'après le bureau du recensement des États-Unis, il comptait 98 970 habitants en 2010. Le siège de comté se trouve à Charlottesville qui dispose également du statut de ville indépendante, bien qu'enclavée dans le comté. Sa superficie est de 1 881 km2. Le comté a été fondé en 1744 par distraction de partie ouest du comté de Goochland. Le comté a été nommé en l'honneur de Willem Anne van Keppel, 2e comte d'Albemarle et gouverneur de la Virginie à l'époque. Le nouveau comté a fait ensuite l'objet d'une partition en 1761, donnant naissance aux comtés de Buckingham et Amherst. En 1777, le comté d'Albemarle a cédé une partie de son territoire au nouveau comté de Fluvanna finalisant enfin ses limites actuelles.
Le président Thomas Jefferson est né dans ce comté à Shadwell (qui faisait alors partie du comté de Goochland).

## Villes
- Crozet
- Keene (en)
- Scottsville

## Comtés limitrophes
| Comté de Rockingham | Comté de Greene     | Comté d'Orange    |
| Comté d'Augusta     | comté d'Albemarle   | Comté de Louisa   |
| Comté de Nelson     | Comté de Buckingham | Comté de Fluvanna |

## Démographie

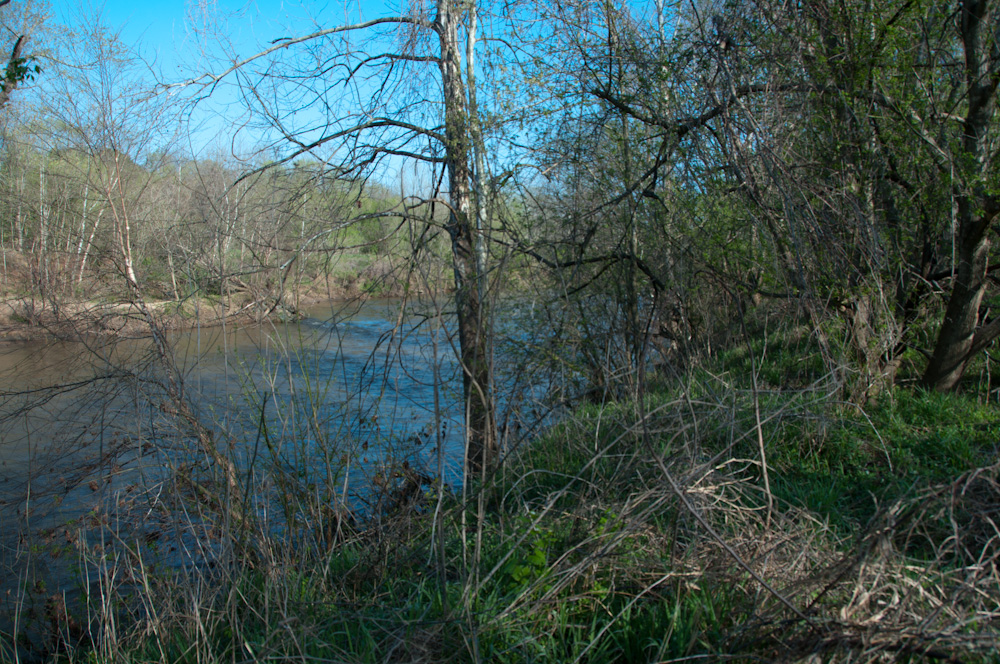
La rivière Rivanna à Shadwell.
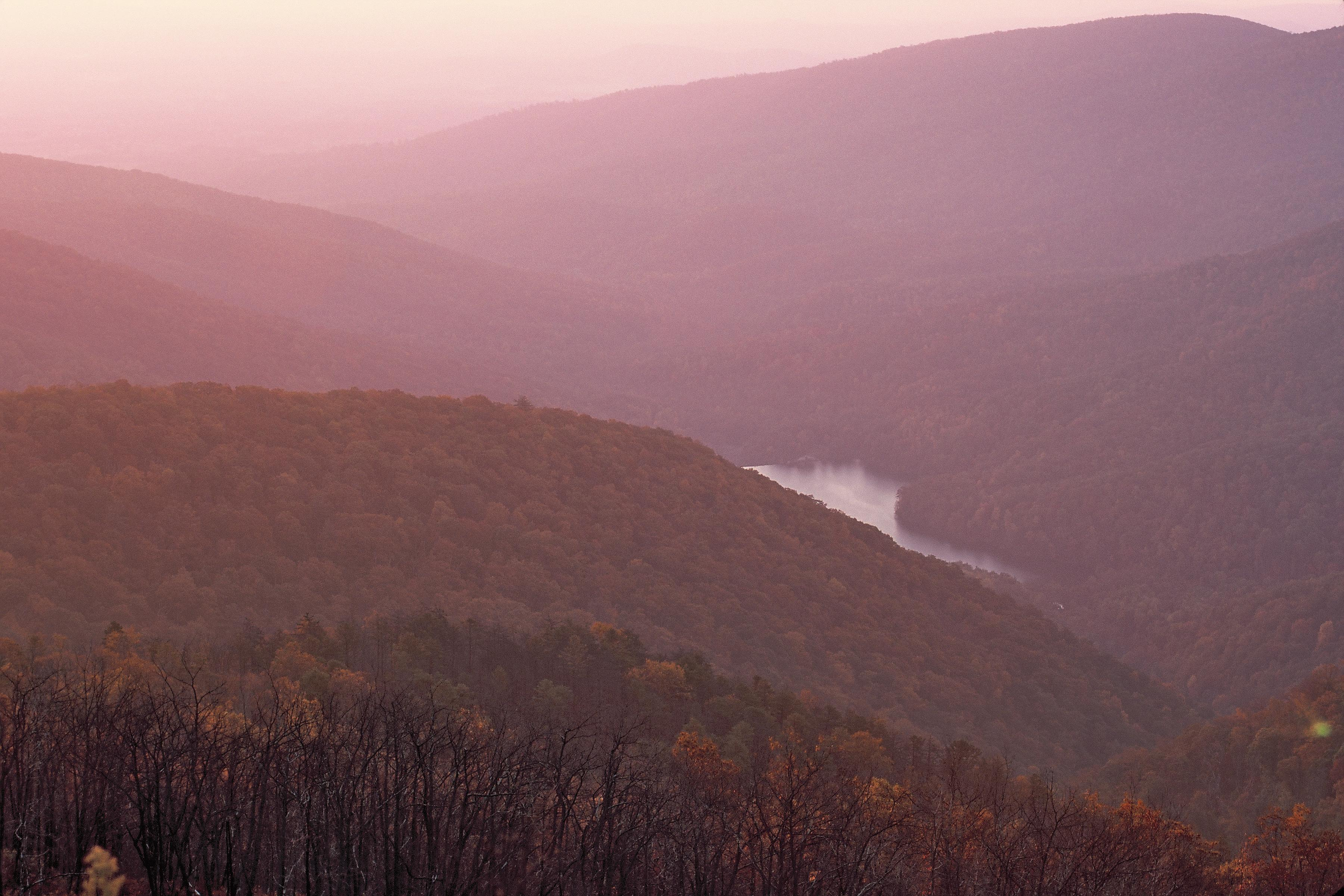
Le lac de barrage Charlottesville Reservoir, dans les montagnes Blue Ridge.
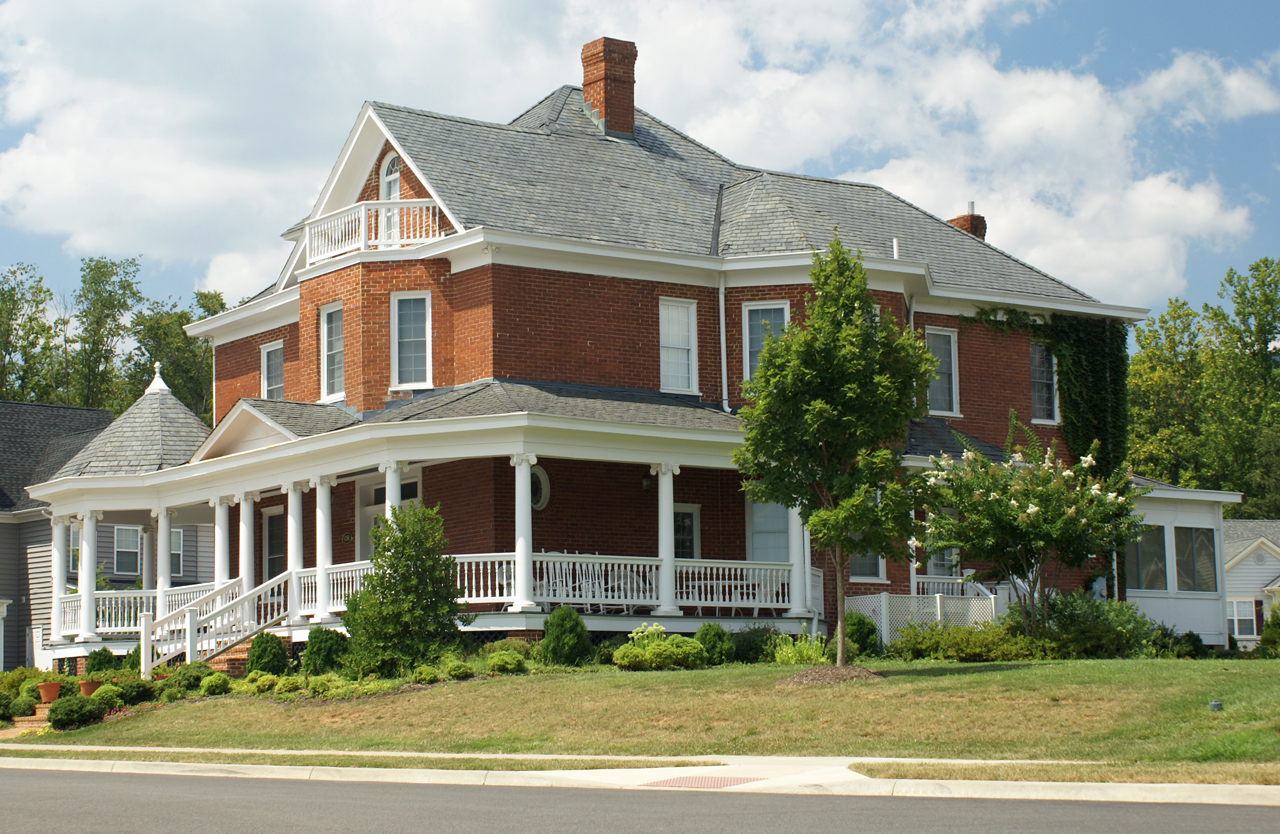
Bain House à Crozet.
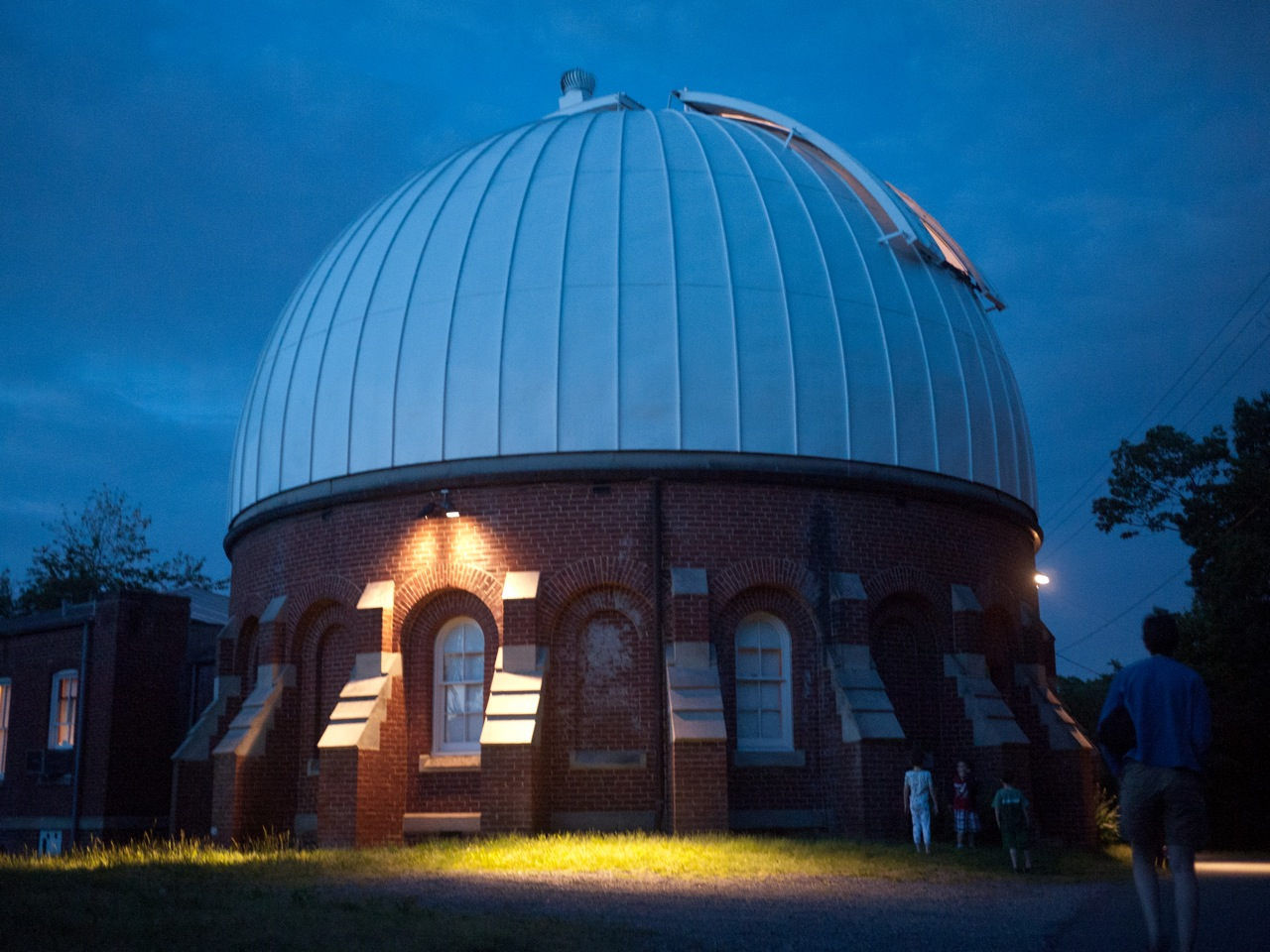
L'observatoire McCormick, à Charlottesville.